# Patson Pitkä
Patson Pitkä är en sjö i kommunen Tohmajärvi i landskapet Norra Karelen i Finland. Den är 13,4 meter djup. Arean är 49 hektar och strandlinjen är 7,32 kilometer lång. Sjön  ingår i Jänisjokis huvudavrinningsområde.   Den ligger omkring 61 kilometer sydöst om Joensuu och omkring 390 kilometer nordöst om Helsingfors. 